# Claude (Oper)
Claude ist eine Oper in einem Akt von Thierry Escaich (Musik) mit einem Libretto von Robert Badinter nach Victor Hugos Erzählung Claude Gueux. Wie die Vorlage ist auch die Oper ein eindringliches Plädoyer gegen die Todesstrafe. Die Uraufführung fand am 27. März 2013 in der Opéra National de Lyon statt.

## Handlung
Der durch die Industrialisierung verarmte Arbeiter Claude Gueux wurde zu sieben Jahren Zwangsarbeit verurteilt, weil er auf die Barrikaden gegangen war. Im Gefängnis geht er eine homosexuelle Beziehung mit dem Häftling Albin ein. Der Gefängnisdirektor schikaniert Claude und verlegt Albin in ein anderes Quartier. Nachdem alles Flehen erfolglos bleibt, tötet der verzweifelte Claude den Direktor. Er wird daraufhin zum Tod durch die Guillotine verurteilt.

### Inhalt
Drei Männer erinnern sich an die Geschichte des Seidenwebers Claude Gueux: Nachdem infolge der Industrialisierung die Löhne gesunken waren, konnte er seine Familie nicht mehr ernähren. Er ging mit seinen Kameraden auf die Barrikaden, wurde verhaftet und in das Gefängnis Clairvaux eingeliefert. Dort muss er sieben Jahre Zwangsarbeit leisten.
Die Gefangenen in Clairvaux leiden unter der harten Arbeit und der Kälte und werden vom sadistischen Gefängnisdirektor gequält. Der wegen eines Diebstahls verurteilte Albin ist zwar gebildet, aber schwächlicher Natur. Er wird deswegen von den anderen Gefängnisinsassen gepeinigt und vergewaltigt. Als Claude darüber klagt, dass er nie genug zu essen bekomme, teilt Albin sein Brot mit ihm. Die beiden freunden sich an.
Der Unternehmer, für den die Gefangenen schuften müssen, beschwert sich beim Direktor darüber, dass der Profit in letzter Zeit gesunken sei. Er müsse die Leute zu mehr Arbeit anhalten.
Die Gefängnisinsassen lauschen gebannt einem Lied, das die zwölfjährige Tochter des Aufsehers außerhalb des Gefängnisses singt. Claude empfindet diese Stimme wie alles andere an diesem Ort als verdorben. Er beneidet den Aufseher darum, sein Kind sehen zu dürfen, während er selbst seit drei Monaten nichts mehr von seiner Familie gehört hat. Als Analphabet kann er seiner Frau nicht einmal schreiben. Albin verspricht, die Briefe an seiner Stelle zu schreiben. Zwischen den beiden entwickelt sich eine homosexuelle Beziehung.
Claude erfährt vom Gefängnisdirektor und einem seiner Untergebenen, dass seine Frau auf den Strich gehen muss, um zu überleben. Seine Tochter werde diesem Beispiel bald folgen. Der Direktor warnt Claude und Albin.
Die Gefangenen werden zur Arbeit angetrieben. Claude bekommt besonders harte Arbeit zugewiesen. Albin wird in ein anderes Quartier versetzt. Er verzweifelt an der Trennung von seinem Freund und versucht zu fliehen.
Claude fleht den Direktor vergeblich an, ihn und Albin wieder zusammenzubringen.
Claude, Albin und die anderen Gefangenen leiden zutiefst an ihrem Schicksal. Claude hungert wieder, und der Direktor lässt ihn seinen Hass deutlich spüren. Dennoch versucht Claude, durchzuhalten. Als er eines Tages von einem Mitgefangenen nach seinem Befinden gefragt wird, entgegnet er, dass er über jemanden zu Gericht sitze und fürchte, dass „diesem guten Direktor“ etwas zustoßen könnte. Der Direktor ignoriert weiterhin seine Bitten nach Albins Rückkehr. Stattdessen lässt er Claude in den Kerker werfen.
Erneut werden die Insassen zur Arbeit zusammengetrieben. Der Hauptgefängniswärter berichtet dem Direktor über die zunehmend gereizte Stimmung, seit Claude im Kerker steckt. Der Direktor lässt den Gefangenen die Rationen kürzen, obwohl der Wärter darauf hinweist, dass sie wegen der gestiegenen Kantinenkosten schon jetzt zu wenig erhalten.
Nach zehn Tagen Einzelhaft wird Claude aus dem Kerker entlassen. Er klagt den anderen Gefangenen die Grausamkeit des Direktors und informiert sie über seinen Entschluss, ihn zu töten, selbst wenn es ihn das Leben koste. Die Mitgefangenen unterstützen ihn dabei. Er solle den Direktor nur noch ein weiteres Mal um die Rückkehr Albins bitten. Wenn er sich weigere, sei sein Tod nur gerecht.
Am nächsten Tag geht Claude zum Direktor, um seinen Wunsch auszusprechen. Als dieser erneut ablehnt, ermordet er ihn.
Bei der Gerichtsverhandlung weist der Anwalt darauf hin, dass Claude ein guter Ehemann, Vater und Arbeiter gewesen sei. Die Mitgefangenen bezeichnen ihn als „Opfer des Schicksals“. Das Publikum jedoch hält ihn für einen Verbrecher und Mörder. Claude selbst erklärt wahrheitsgemäß seine Beweggründe. Er wird zum Tode verurteilt.
Während Claude auf seine Hinrichtung durch die Guillotine wartet, sieht er in einer Vision eine Tänzerin – laut Deutschlandfunk-Rezension ein „sterbender Ballettschwan[, der] von einer rasenden Menschenmasse niedergedrückt wird, um dann doch wieder aufzustehen und mühsame Flügelschläge zu wagen.“ Ein Kommentator berichtet, dass Claude vor der Vollstreckung so schwach war, dass er erst gesundgepflegt werden musste. Dann sei alles sehr schnell gegangen: „War die Maschinerie der Justiz einmal in Gang gesetzt, wer hätte sie da noch aufhalten können?“

## Orchester
Die Orchesterbesetzung der Oper enthält die folgenden Instrumente:
- Holzbläser: zwei Flöten, zwei Oboen, zwei Klarinetten, zwei Fagotte
- Blechbläser: zwei Hörner, zwei Trompeten, zwei Posaunen
- Pauken, Schlagzeug (zwei Spieler)
- Klavier
- Akkordeon
- Orgel
- Harfe
- Streicher

## Werkgeschichte
Die Oper Claude entstand 2013 im Auftrag der Opéra National de Lyon. Das Libretto stammt von dem ehemaligen französischen Justizminister Robert Badinter, der 1981 die Abschaffung der Todesstrafe in Frankreich durchgesetzt und zudem die dortige gesetzliche Diskriminierung von Homosexuellen beendet hatte. Es basiert auf Victor Hugos 1834 erschienener Erzählung Claude Gueux (deutsch: Vom Leben und Sterben des armen Mannes Gueux) und den Gerichtsakten des historischen Falles, auf den sich Hugo stützte. Das Libretto unterscheidet sich in einigen Punkten von der Vorlage. Der Grund für die initiale Verurteilung Claudes ist hier nicht ein Mundraub, sondern seine Teilnahme an einem bewaffneten Protest gegen die Verarmung der Arbeiter durch die Industrialisierung. Außerdem wird hier der reale homosexuelle Hintergrund der Tat nicht verschwiegen. Dennoch unterscheidet sich der Bühnencharakter Claude auch von der historischen Person. Badinter gestaltete ihn als „Rebellen gegen die soziale Ungerechtigkeit im Sinne der Helden von Camus“.
Die Uraufführung fand am 27. März 2013 im Rahmen eines Festivals mit dem Titel „Justice/Injustice“ statt. Orchester, Chor und Kinderchor der Opéra de Lyon spielten unter der musikalischen Leitung von Jérémie Rhorer. Die Inszenierung stammte von Olivier Py, Dekoration und Kostüme von Pierre-André Weitz, die Choreografie von Daniel Izzo und das Lichtdesign von Bertrand Killy. Die Darsteller waren Jean-Sébastien Bou (Claude), Jean-Philippe Lafont (Direktor), Rodrigo Ferreira (Albin), Laurent Alvaro (Unternehmer und Hauptgefängniswärter), Rémy Mathieu (1. Mann und 1. Gefängniswärter), Philip Sheffield (2. Mann und 2. Gefängniswärter), Loleh Pottier (Mädchen), Anaël Chevallier (Echo-Stimme), Yannick Berne (1. Gefangener), Paolo Stupenengo (2. Gefangener), Jean Vendassi (3. Gefangener), David Sanchez Serra (Rechtsanwalt), Didier Roussel (Staatsanwalt) und Brian Bruce (Präsident). Außerdem wirkte die Tänzerin Laura Ruiz Tamayo mit. Ein Mitschnitt der Uraufführung wurde im Deutschlandradio Kultur übertragen.
Von der Kritik wurde das Werk gemischt aufgenommen. Während einige Kritiker es uneingeschränkt lobten, zeigten sich andere enttäuscht von Escaichs Opernerstling:
Der Uraufführungs-Rezensent der Opernwelt fand die Oper im Vergleich zu Leoš Janáčeks thematisch verwandter Oper Aus einem Totenhaus weniger vielschichtig. Badinters Text sei ein „schwarzweiß ausgelegte[s] Manifest“, in dem die „verletzlichen Opfer“ den „kaltherzigen Täter[n]“ gegenübergestellt werden. Die Musik des Organisten Escaich sei „farbig, süffig und aufwühlend explosiv“. Sie klinge „häufig wie improvisiert […] – ganz in der Tradition komponierender französischer Organisten“. Einige Stellen erschienen ihm wie eine Neuorchestrierung von Alban Bergs Wozzeck durch Claude Debussy. Den Opernwelt-Rezensenten der DVD-Veröffentlichung erinnerte der Orchestersatz gelegentlich an Anton Bruckner, aber auch an die Patterns der Minimal Music und die Improvisationskunst.
Der Rezensent des Deutschlandfunk beschrieb das Libretto als „konzis, fein gewürzt […] mit scharf geschnittenen Einzelszenen“. Die Partitur sei „hektisch flirrend“ und „von schnellen, quasi halbsolistischen Klavierläufen und schrillen Orgelinterventionen etwas strukturiert“. Es gebe „kunstvoll eingesetzte, ‚böse‘ Flöten, schmutzige Jahrmarktsklänge und einen zweigeteilten Chor“.
Der Rezensent der Neuen Musikzeitung fand die Oper „überraschend gelungen“. Die Musik sei „düster, expressiv, zuweilen lautmalerisch agierend und überaus ausdrucksreich“. Aufgrund der „enorm intelligenten Musik“ sei aus dem Text „kein politisch-pathetischer Kitsch entstanden“. Die Kompositionstechnik Escaichs „webt, wie einst die Lyoner Seidenweber, stets an einem Gebilde von komplexer Gleichzeitigkeit, das aus vielen Komponenten und Fäden erwächst“. Sie stelle zwar hohe Anforderungen an den Hörer, wirke aber „nie unterkomplex“.
Der Rezensent der Neuen Zürcher Zeitung war wenig beeindruckt von der Aufführung. Er fand die Musik „rein illustrierend, beiläufig und gesichtslos“. Durch die Änderungen anhand der Gerichtsakten sei außerdem das „gewaltige Plädoyer Hugos“ verfälscht worden, wenngleich sie das Stück näher an die Wirklichkeit rückten und die dadurch entstehenden „Schärfungen“ dem Theater dienten.
Die Zeitschrift Gramophone bewertete die Oper in der DVD-Rezension durchweg positiv. Das Libretto aktualisiere und intensiviere Hugos Text und verdeutliche einiges darin nur Angedeutete. Die Musik sei farbig und fesselnd. Sie stehe in der Tradition von Bergs Wozzeck und Bernd Alois Zimmermanns Oper Die Soldaten. Auch Messiaen und Dutilleux seien nicht weit, und Escaich habe explizit Muster und Texturen aus Messiaens Turangalîla-Sinfonie übernommen.

## Aufnahmen
- April 2013 – Jérémie Rhorer (Dirigent), Olivier Py (Inszenierung), Pierre-André Weitz (Dekoration und Kostüme), Daniel Izzo (Choreografie), Bertrand Killy (Lichtdesign), Orchester, Chor und Kinderchor der Opéra de Lyon.
 Jean-Sébastien Bou (Claude), Jean-Philippe Lafont (Direktor), Rodrigo Ferreira (Albin), Laurent Alvaro (Unternehmer und Hauptgefängniswärter), Rémy Mathieu (1. Mann und 1. Gefängniswärter), Philip Sheffield (2. Mann und 2. Gefängniswärter).
 Video der Uraufführungs-Produktion.
 Bel Air Classiques BAC118 (DVD).[4]